# Black Hawk Down
Black Hawk Down er en amerikansk krigsfilm fra 2001 instrueret af Ridley Scott, som også har produceret filmen i samarbejde med Jerry Bruckheimer. Filmen er baseret på Mark Bowdens bog af samme navn om Slaget i Mogadishu. Black Hawk Down har bl.a. Josh Hartnett, Eric Bana, Ewan McGregor og Tom Sizemore på rollelisten.

## Medvirkende
- Josh Hartnett – oversergent Matt Eversmann, delingsfører for Chalk 4
- Ewan McGregor – ranger John "Grimesey" Grimes
- Tom Sizemore – oberstløjtnant Danny McKnight, bataljonschef 3rd Ranger
- Eric Bana – oversergent Norm "Hoot" Gibson, Delta Force
- William Fichtner – oversergent Jeff Sanderson, Delta Force
- Ewen Bremner
- Sam Shepard – generalmajor William F. Garrison, leder af Operation Gothic Serpent.
- Gabriel Casseus
- Kim Coates
- Hugh Dancy
- Ron Eldard
- Ioan Gruffudd
- Tom Guiry
- Charlie Hofheimer
- Danny Hoch
- Jason Isaacs – kaptajn Mike Steele, kompagnichef Bravo-kompagniet 3rd Ranger
- Zeljko Ivanek
- Glenn Morshower
- Jeremy Piven
- Brendan Sexton III
- Johnny Strong
- Nikolaj Coster Waldau – seniorsergent Gary Gordon, Delta Force
- Richard Tyson
- Brian Van Holt
- Steven Ford
- Ian Virgo
- Tom Hardy
- Gregory Sporleder
- Carmine Giovinazzo
- Chris Beetem
- Tac Fitzgerald
- Matthew Marsden
- Orlando Bloom – ranger Todd Blackburn
- Enrique Murciano
- Kent Linville
- Michael Roof
- George Harris
- Razaaq Adoti
- Treva Etienne
- Pavel Vokoun

## Ekstern henvisning
- Black Hawk Down på Internet Movie Database (engelsk)
- Black Hawk Down på Filmdatabasen
- Black Hawk Down i Svensk Filmdatabas (svensk)
- Black Hawk Down på AlloCiné (fransk)
- Black Hawk Down på MovieMeter (nederlandsk)
- Black Hawk Down på AllMovie (engelsk)
- Black Hawk Down hos American Film Institute (engelsk)
- Black Hawk Downs profil hos Encyclopædia Britannica Online (engelsk)
- Black Hawk Down på Turner Classic Movies (engelsk)
- Black Hawk Down på The Movie Database (engelsk)